# 福岡県道29号直方宗像線
福岡県道29号直方宗像線（ふくおかけんどう29ごう のおがたむなかたせん）は、福岡県直方市から宗像市に至る県道（主要地方道）である。

## 概要
直方市大字植木から宗像市陵厳寺1丁目に至る。
直方市北部の植木交差点を起点に概ね北西に延び、鞍手郡鞍手町の町域南部を通り、宗像市の市域東部の教育大前駅近くにある赤間西交差点に至る全線片側1車線の主要地方道であり、直方市と宗像市を最短経路で結んでいる。
全線にわたって西鉄バス筑豊の路線バスが運行されている。中山口交差点以東は直方駅 - 遠賀川駅間を結ぶ68番の経路に含まれている。なお75番路線の赤間営業所方面のバスは、2020年（令和2年）9月末で廃止された。

### 路線データ
- 起点：福岡県直方市大字植木（植木交差点、福岡県道27号直方芦屋線・福岡県道98号中間宮田線交点）
- 終点：福岡県宗像市陵厳寺1丁目（赤間西交差点、福岡県道69号宗像玄海線交点、福岡県道75号若宮玄海線上）

## 歴史
- 1993年（平成5年）5月11日 - 建設省から、県道直方宗像線が直方宗像線として主要地方道に指定される[1]。

## 路線状況

### 重複区間
- 福岡県道75号若宮玄海線（宗像市赤間4丁目・赤間上町交差点 - 宗像市陵厳寺1丁目・赤間西交差点（終点））

### 道路施設

#### 橋梁
- 中川橋（長谷川、鞍手郡鞍手町）
- 小木橋（西川、鞍手郡鞍手町）
- 新六反田橋（北田川、鞍手郡鞍手町）
- 高六橋（釣川、宗像市）
- 吉武橋（釣川、宗像市）

## 地理

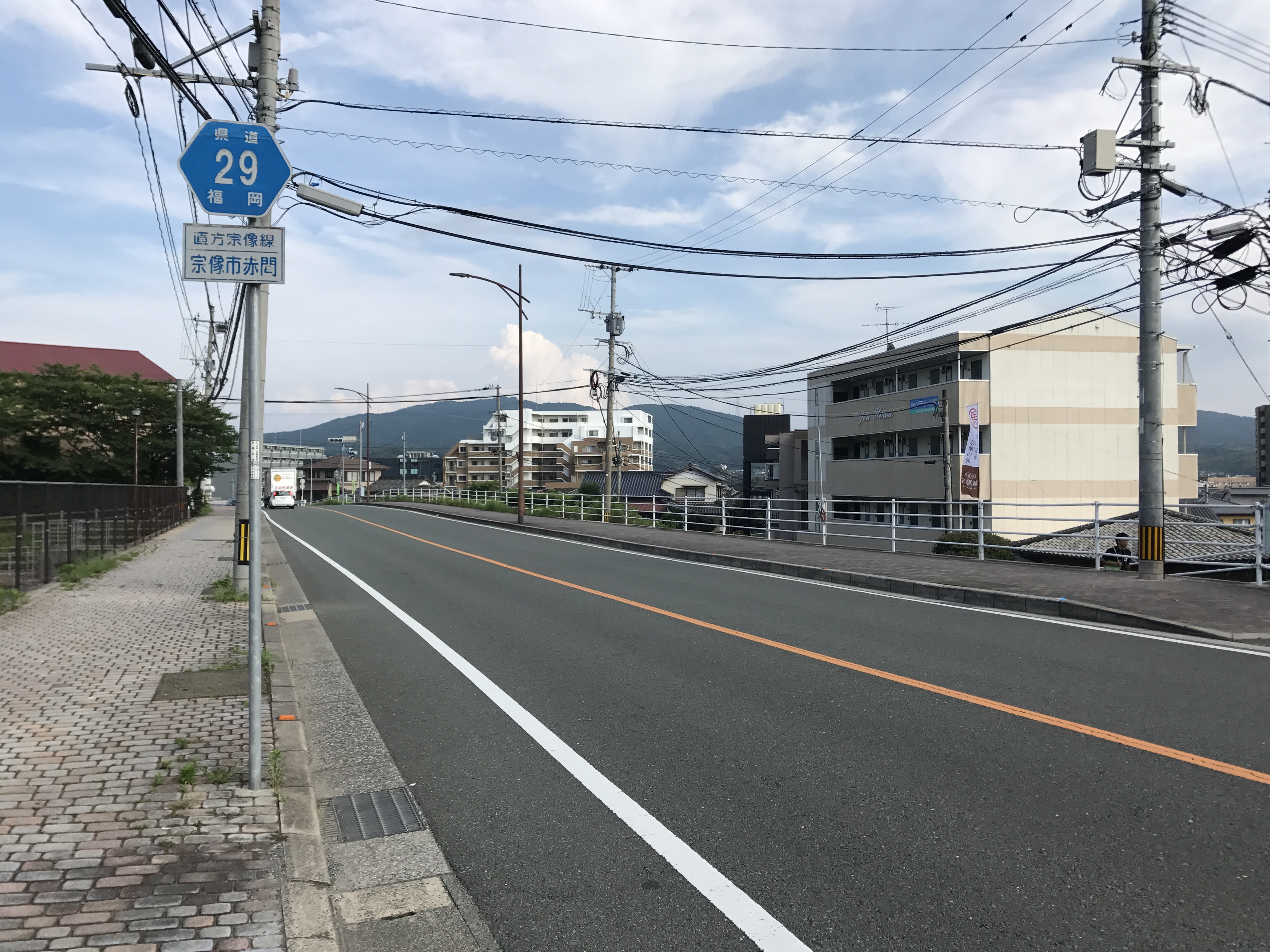
宗像市赤間

### 通過する自治体
- 直方市
- 鞍手郡鞍手町
- 宗像市

### 交差する道路
| 交差する道路                                                  | 市町村名 | 市町村名 | 交差する場所 | 交差する場所        |
| ------------------------------------------------------------- | -------- | -------- | ------------ | ------------------- |
| 福岡県道27号直方芦屋線 福岡県道98号中間宮田線                 | 直方市   | 直方市   | 大字植木     | 植木交差点 / 起点   |
| 福岡県道472号直方鞍手線                                       | 鞍手郡   | 鞍手町   | 大字中山     | 中山口交差点        |
| 福岡県道468号新延植木線                                       | 鞍手郡   | 鞍手町   | 大字新北     | 新北駐在所前交差点  |
| 福岡県道55号宮田遠賀線                                        | 鞍手郡   | 鞍手町   | 大字八尋     | 古江交差点          |
| 福岡県道293号新延中間線                                       | 鞍手郡   | 鞍手町   | 大字新延     | 新延交差点          |
| 福岡県道87号岡垣宮田線                                        | 宗像市   | 宗像市   | 吉留         | 平山口交差点        |
| 福岡県道287号岡垣宗像線                                       | 宗像市   | 宗像市   | 吉留         | 武丸交差点          |
| 国道3号                                                       | 宗像市   | 宗像市   | 石丸1丁目    | [ 注釈 1 ]          |
| 福岡県道463号芹田石丸線                                       | 宗像市   | 宗像市   | 石丸2丁目    | 石丸交差点          |
| 福岡県道75号若宮玄海線 重複区間起点 福岡県道503号町川原赤間線 | 宗像市   | 宗像市   | 赤間4丁目    | 赤間上町交差点      |
| 福岡県道69号宗像玄海線 福岡県道75号若宮玄海線 重複区間終点    | 宗像市   | 宗像市   | 陵厳寺1丁目  | 赤間西交差点 / 終点 |

### 交差する鉄道
- 筑豊本線（福北ゆたか線）
- 山陽新幹線
- 鹿児島本線

### 沿線
鞍手郡鞍手町内の当線沿線にはぶどう園が多く、シーズン期には県内外から多くのブドウ狩り客が訪れている。
- 直方警察署 新北駐在所
- 鞍手町立新延小学校
- 鞍手町立西川小学校
- 新北郵便局（無集配特定）
- 新延郵便局（無集配特定）
- 大和ハウス鞍手工場
- JR西日本山陽新幹線鞍手信号場、鞍手保守車両基地
- グローバルアリーナ
- 八所宮
- 大塚古墳
- 福岡教育大学
- JR九州鹿児島本線 教育大前駅
- 西鉄バス宗像本社

### 峠
- 猿田峠（鞍手郡鞍手町 - 宗像市）